# BSG Umformtechnik Erfurt

Logo der BSG Umformtechnik Erfurt

Die BSG Umformtechnik Erfurt war eine Betriebssportgemeinschaft in Erfurt. Trägerbetrieb war das Kombinat Umformtechnik Erfurt. Sektionen der BSG waren unter anderem Fußball und Handball. Größter Erfolg der Handballabteilung der BSG Umformtechnik Erfurt war der Sieg der Damen im FDGB-Pokal, im Handballpokal der DDR, im Jahr 1975. 1990 wurde die Betriebssportgemeinschaft aufgelöst und anstatt ihrer der SSV UT Erfurt gegründet. Die weitere Entwicklung der Handballerinnen führte zur Gründung des Thüringer HC, der Fußballer zur Gründung des FC Erfurt Nord.